# Flatonia
Flatonia è una città situata nella parte sud-occidentale della contea di Fayette, Texas, Stati Uniti. Situata sulla Interstate 10 e sulla Southern Pacific Railroad, a 12 miglia (19 km) a ovest di Schulenburg, la popolazione era di 1.383 abitanti al censimento del 2010.

## Geografia fisica
Secondo lo United States Census Bureau, ha un'area totale di 1,64 mi² (4,25 km²).

## Storia
Fondata l'8 aprile 1874 su una terra che la Galveston, Harrisburg and San Antonio Railway acquistò da William Alexander Faries (il cognome della famiglia è scritto anche "Ferris" e "Farris"), la comunità prese il nome da F. W. Flato, un mercante locale e uno dei primi coloni, di cui la maggior parte erano angloamericani. I residenti disposero le loro case nell'ex insediamento di Flatonia, un miglio a sud-est dell'attuale Flatonia, e nella comunità di Oso, a 3 miglia (5 km) a nord-est, sui carri e si sono trasferiti nella nuova posizione. L'ufficio postale, istituito nell'ex Flatonia nel 1870, si trasferì nella nuova Flatonia con lo stesso nome. Flatonia fu incorporata il 10 novembre 1875 e tenne le sue prime elezioni il 6 dicembre dello stesso anno. Nel 1878 la città aveva 800 abitanti e un'economia dipendente da bestiame e cotone.
La posizione della ferrovia e gli immobili economici portarono all'arrivo di immigrati arabi, boemi, tedeschi, greci e italiani in diverse ondate. La linea nord-sud del ramo di Waco della San Antonio and Aransas Pass Railway venne aperta verso la metà degli anni 1880, portando ai nuovi insediamenti di Muldoon e Moulton. La concorrenza degli insediamenti, rispettivamente a nord e a sud di Flatonia, e una depressione agricola danneggiarono l'economia di Flatonia. Nel 1900 Flatonia aveva avuto una significativo calo della popolazione.
Durante la prima metà del XX secolo le prospettive di Flatonia aumentarono e diminuirono secondo l'economia nazionale e il mercato del bestiame e del cotone. Nel 1950 Flatonia contava 1.024 residenti, 50 aziende e un'ampia area di servizio di fattoria e ranch. Negli anni 1960 il cotone non era più un aspetto sostanziale dell'economia dell'area; quindi molte aziende agricole dell'area iniziarono ad allevare bestiame. Durante quel tempo la popolazione era tra 1.000 e 1.500. La Interstate 10 (I-10) fu aperta negli anni 1970, portando molte aziende turistiche a spostarsi dalla U.S. Highway 90 alla I-10, un miglio a nord della Highway 90. Nel 1985 Flatonia aveva sei imprese. Nel 1990 Flatonia aveva 1.295 residenti.

## Società

### Evoluzione demografica
Secondo il censimento del 2010, la popolazione era di 1.383 abitanti.

### Etnie e minoranze straniere
Secondo il censimento del 2010, la composizione etnica della città era formata dal 76,8% di bianchi, il 6,0% di afroamericani, l'1,7% di nativi americani, lo 0,1% di asiatici, lo 0,0% di oceanici, il 14,5% di altre razze, e lo 0,9% di due o più etnie. Ispanici o latinos di qualunque razza erano il 46,5% della popolazione.